# Chiesa dei Santi Pietro e Paolo Apostoli (Toscolano Maderno)
La chiesa dei Santi Pietro e Paolo Apostoli è la parrocchiale di Toscolano, frazione di Toscolano Maderno in provincia di Brescia. Risale al XVI secolo.

## Storia
La primitiva pieve romanica di Toscolano aveva la dedicazione per San Pietro e la costruzione medievale venne demolita durante il XVI secolo perché giudicata non più sufficiente alle necessità dei fedeli nell'importante comunità sul lago di Garda e la nuova ricostruzione prese ufficialmente l'inizio con la posa della prima pietra, nel 1584, quindi dopo la visita pastorale del cardinale e arcivescovo di Milano Carlo Borromeo del 1580.
Nei due secoli seguenti venne completata la struttura muraria dell'edificio e si arricchirono gli interni con decorazioni alle quali contribuì in particolare l'artista locale Andrea Celesti.
La facciata venne completata nel XIX secolo poi, nel corso del XXI secolo, in seguito ai danneggiamenti subiti a causa dell'evento sismico del 2004, fu necessario intervenire con opere di consolidamento e successivo restauro generale.

## Descrizione
Posta nel centro dell'abitato di Toscolano il suo orientamento è verso sud ovest. 
La facciata, tripartita e con impianto da basilica, rivela la suddivisione interna in tre navate. Il portale è racchiuso da una struttura barocca con semicolonne che sorreggono la nicchia con la statua di San Pietro. La torre campanaria è a pianta quadrata e si alza a nord est. 
Nella sala si conservano La strage degli innocenti, Le storie di San Pietro e la Venuta dei Magi di Andrea Celesti con importanti cornici opera di Tommaso Dal Prato, Giulio Bezzi e Francesco Leoni. Nella sacrestia una tela attribuita a Brusasorci.
Davanti al sagrato la statua della Vergine Immacolata posta nella seconda metà del XIX secolo come voto dopo un'epidemia di colera.